# Вишенциці
Вишенциці (пол. Wyszęcice, нім. Wischütz) — село в Польщі, у гміні Вінсько Воловського повіту Нижньосілезького воєводства.
Населення — 283 особи (2011).
У 1975-1998 роках село належало до Вроцлавського воєводства.

## Демографія
Демографічна структура станом на 31 березня 2011 року:
|          | Загалом | Допрацездатний вік | Працездатний вік | Постпрацездатний вік |
| -------- | ------- | ------------------ | ---------------- | -------------------- |
| Чоловіки | 147     | 26                 | 105              | 16                   |
| Жінки    | 136     | 22                 | 80               | 34                   |
| Разом    | 283     | 48                 | 185              | 50                   |